# Ida Kovács
Ida Kovács (* 5. September 1975 in Veszprém) ist eine ungarische Marathonläuferin.
1998 gewann sie den Florenz-Marathon und von 1999 bis 2001 dreimal in Folge den Klagenfurt-Marathon. 2000 und 2001 siegte sie beim Reggio-Emilia-Marathon.
2002 wurde sie Vierte beim Wachau-Marathon und als Gesamtsiegerin des Budapest-Marathons ungarische Marathonmeisterin.
2004 belegte sie bei den Olympischen Spielen 2004 in Athen den 60. Platz und wurde Dritte beim Košice-Marathon. Im Jahr darauf wurde sie erneut nationale Meisterin. 2007 gewann sie den Hasetal-Marathon, 2008 wurde sie Sechste beim Vienna City Marathon, und 2009 siegte sie beim Regensburg-Marathon und erneut beim Hasetal-Marathon.

## Persönliche Bestzeiten
- 3000 m: 9:38,1 min, 9. Juli 2000, Veszprém
- 5000 m: 16:32,0 min, 26. Juli 2002, Debrecen
- Halbmarathon: 1:15:14 h, 16. April 2000, Nyíregyháza
- Marathon: 2:36:53 h, 15. September 2002, Krems an der Donau